# Soukhindol (obchtina)
Soukhindol (bulgare : Сухиндол) est une obchtina de l'oblast de Veliko Tarnovo en Bulgarie.

## Personnalités
- Geno Kirov (1866–1944), acteur bulgare, est décédé à Soukhindol.